# Rajd Dolnośląski 1960
4. Rajd Dolnośląski – 4. edycja Rajdu Dolnośląskiego. Był to rajd samochodowy rozgrywany od 8 do 10 lipca 1960 roku. Była to trzecia runda Rajdowych Samochodowych Mistrzostw Polski w roku 1960. Rajd rozpoczynał się zjazdem gwiaździstym z Bydgoszczy, Warszawy i Krakowa do Wrocławia. Został rozegrany na nawierzchni asfaltowej. Zwycięzcą został Czesław Wodnicki.

## Wyniki końcowe rajdu[1][2]
| Miejsce | Kierowca             | Samochód                   | Klasa | Punkty |
| ------- | -------------------- | -------------------------- | ----- | ------ |
| 1       | Czesław Wodnicki     | Simca Aronde P60 Montlhéry | VIII  | 57,1   |
| 2       | Krzysztof Komornicki | Simca Aronde               | VIII  | 61,1   |
| 3       | Antoni Weiner        | Simca Aronde P60 Montlhéry | VIII  | 66,9   |
| 4       | Ksawery Frank        | Chevrolet                  | XII   | 76,5   |
| 5       | Henryk Ruciński      | Ford Zephyr                | XII   | 79,3   |
| 6       | Henryk Kosecki       | Wartburg 311               | VI    | 80,4   |